# Сопич, Желько
Желько Сопич (хорв. Željko Sopić; 26 июля 1974, Загреб, Югославия) — хорватский футболист и тренер.

## Карьера
Начинал свою карьеру в клубе «Загреб». Затем Сопич провёл два сезона в немецкой Бундеслиге за «Боруссию» из Мёнхенгладбаха. В 2005 году хавбек вернулся в Хорватию, где выступал за ряд местных клубов. С 1998 по 1999 год Сопич провёл два матча за вторую сборную Хорватии.
После завершения карьеры стал тренером. Некоторое время работал с молодёжной командой загребского «Динамо». В сентябре 2016 года исполнял обязанности главного тренера клуба. После ухода из него трудился на Ближнем Востоке. В конце ноября 2019 года хорватский специалист возглавил азербайджанский «Сабах». В июле 2020 года хорват покинул клуб.

## Достижения
- Финалист Кубка Хорватии (1): 1996/97.
- Серебряный призёр Чемпионата Хорватии (2): 2007/2008.